# 반기성
반기성은 대한민국의 기업인이다.

## 학력
- 연세대학교 천문기상학과 졸업
- 침례신학대학대학원 신학 석사
- 국방대학교 안전보장대학원 안보과정 수료

## 경력
- 대전대흥침례교회 협동목사
- 임마누엘교회 협동목사
- 연세대학교 지구환경연구소 전문위원
- 조선일보 날씨 자문위원
- 케이웨더 630 예보 센터장
- 국방부 군사 연구위원
- 한국기후위원회 전문위원
- 조선대학교 대기과학과 겸임교수
- 케이웨더 예보센터 센터장